# Eupoecilaema magnum
Eupoecilaema magnum is een hooiwagen uit de familie Cosmetidae.